# Doctor Luz (Arthur Light)
El Doctor Luz es el nombre de varios personajes  bipartitos, formados por el supervillano llamado Arthur Light y el superhéroe llamado Jacob Finlay, que aparecen en los cómics publicados por DC Comics.
Su paso como El Doctor Luz coincide con el de una superheroína que usa el mismo nombre y un disfraz casi idéntico llamada Kimiyo Hoshi. En 2009, Doctor Luz fue clasificado como el 84.º villano de cómics más grande de IGN de todos los tiempos.
Hizo su debut en la adaptación en vivo de la serie en un episodio de Lois & Clark: The New Adventures of Superman, interpretado por David Bowe. También apareció en la segunda temporada de la serie de DC Universe, Titanes, interpretado por Michael Mosley. Una versión femenina del personaje apareció en la segunda temporada de The Flash interpretada por la actriz Victoria Park.

## Historial de publicaciones
Doctor Luz apareció por primera vez en Justice League of America # 12 y fue creado por Gardner Fox y Mike Sekowsky.
Durante la década de 1980, Doctor Luz pasó de ser una amenaza seria a un villano cómico, una transformación que culminó con el libro de bonificación de DC Comics que aparece en The Flash # 12 (mayo de 1988).

## Biografía ficticia

### Origen
El físico criminal Doctor Arthur Light captura a la Liga con rayos de luz después de atraerlos primero capturando a Aquaman, luego enviando a la Liga a diferentes planetas según sus debilidades. Luego le ordena a Snapper Carr que escriba esto, antes de encarcelarlo en un campo de luz. No se ha dado cuenta de que Superman y Batman se hicieron pasar por el otro, lo que le permitió a Superman escapar del mundo al que fue enviado y rescatar a los otros miembros. Light engaña a la Liga con tres duplicados de sí mismo que aparentemente están cometiendo robos de objetos asociados a la luz, aunque en realidad están colocando dispositivos en todo el mundo. Linterna Verde se da cuenta de este truco y finge su muerte para rastrear al Doctor Light, deteniéndolo finalmente antes de que tire de la palanca que habría disparado los impulsos de luz que le permitirían conquistar el mundo. Un retcon introducido en Secret Origins # 37 revela que este personaje es en realidad el segundo Doctor Luz. Según el retcon, su predecesor fue su socio en S.T.A.R. Labs, un científico llamado Jacob Finlay. Finlay creó un traje tecnológicamente avanzado para controlar la luz que le permitía ser un superhéroe menor, pero Arthur Light lo mató accidentalmente (aunque la muerte de Finlay pudo haber sido causada por esconder su disfraz en una consola de computadora, causando un mal funcionamiento). Light tomó el traje y el nombre en clave "Doctor Luz". El fantasma de Finlay lo persigue periódicamente a lo largo de los años, pero puede usar la luz generada por el traje para ahuyentar a este espíritu.
Durante las Edades de Plata y Bronce, el Doctor Luz es un enemigo menor pero persistente para varios héroes. Lucha contra los antiguos compañeros de la Liga de la Justicia, los Jóvenes Titanes. En JLA # 136, él es uno de los agentes del Rey Kull con el que el Hombre Bestia espera acabar con la humanidad en las tres Tierras, ayudando en el ataque a la Tierra-S creando luz y oscuridad perpetuas en cada lado de la Tierra. y haciendo equipo con Shade. Los satélites del Rey Kull lo convierten en piedra, pero lo restauran cuando son destruidos. Él es golpeado por Hal Jordan no mucho después de su derrota por la JLA. Luego funda el equipo de supervillanos Fearsome Five, pero también son derrotados por los Titanes, y Light es expulsado violentamente de los Cinco por sus compañeros de equipo. Cada travesura criminal conduce a la derrota de Luz, pero estas derrotas se utilizaron más tarde como la base de su humillación que culminó en la historia de "Crisis de Identidad". 
El Dr. Luz fue derrotado una vez por Little Boy Blue y sus Blue Boys, un grupo de niños sin superpoderes.

### Escuadrón Suicida
Impulsado por la duda y la culpa, gracias en parte a la presencia fantasmal de Finlay, se ofrece como voluntario del Escuadrón Suicida, un grupo de supervillanos encarcelados que realizan peligrosas misiones para el gobierno de Estados Unidos a cambio de clemencia. En una misión contra el súper equipo con temática de patriotismo llamado la "Fuerza de julio", se encuentra con Sparkler, el miembro más joven de la Fuerza. La presencia de un niño con superpoderes le recuerda las derrotas pasadas y ataca, matando a Sparkler con una explosión en el pecho.
Durante su tiempo con el Escuadrón, Light demuestra un simple deseo de agradar a los otros miembros. Él ve su oportunidad cuando un misterioso atacante armado con pastel anda suelto, pero después de fingir un golpe, nadie cree que Light haya sido desintegrado.
Finalmente, el fantasma de Finlay convence a Light de intentar un giro heroico durante una misión en la que varios miembros del equipo, algunos de ellos de mala gana, han viajado a Apokolips. Light es rápidamente asesinado por los Parademonios. Light es enviado al infierno, donde se reencuentra físicamente con Finlay. Bajo la vigilancia de un demonio menor y su molesto asistente, ambos hombres son liberados del infierno por turnos y devueltos a la vida. Ambos mueren pronto de nuevo: Arthur Light se asfixia mientras aún está dentro de su tumba, mientras que Finlay, desecado, se abre camino para salir de su propia tumba, pero es asesinado por una familia de vigilantes religiosos. Arthur Light vuelve a la vida y apenas sobrevive a una caída que sus torturadores demoníacos podrían haber tenido la intención de ser fatal. Arthur también posee el cuerpo de la Doctora Luz, Kimiyo Hoshi. Con la ayuda de su maestra, Kimiyo rechaza la presencia de Arthur. El Doctor Luz, liberado de las apariciones de su expareja, intenta unirse al Escuadrón Suicida, pero su apelación es rechazada sumariamente por Amanda Waller.
Más tarde queda atrapado en una batería de energía de Green Lantern que finalmente quedaría bajo la posesión de Kyle Rayner, y como consecuencia se transforma temporalmente en luz viva. Más tarde se une a una encarnación de corta duración de Injustice Gang, en la que ayuda a Lex Luthor a construir duplicados holográficos de la JLA.

### Crisis de identidad en adelante
La miniserie de 2004, Crisis de identidad, revela retroactivamente que el Doctor Luz había violado a Sue Dibny, la esposa del superhéroe Elongated Man, en el satélite JLA. Los números posteriores revelan que fue un violador en serie. La Liga de la Justicia decide alterar su mente con la magia de Zatanna para que Light ya no represente una amenaza para sus seres queridos. En el proceso, accidentalmente le hacen una lobotomía parcial, lo que explica cómo cayó de un enemigo plausible de la Liga de la Justicia a un saco de boxeo para los Jóvenes Titanes o Little Boy Blue. Más tarde recupera sus recuerdos e intelecto al presenciar una pelea entre los miembros de la Liga responsables de su limpieza mental y Deathstroke, y juró venganza contra la Liga de la Justicia.
Doctor Luz captura a Green Arrow, usándolo como cebo para poder vengarse de los Jóvenes Titanes. Toda la lista de los Jóvenes Titanes, anterior y actual, responde a la llamada, pero él los derrota brutalmente. Después de que una batalla masiva contra los Titanes lo agota, Cyborg usa un dispositivo para drenar la luz del área, dejando a Light impotente. Batman y Batgirl parecen llevarlo a prisión, pero se revelan como Deathstroke y Ravager disfrazados, y ofrecen a Light un lugar en la nueva Sociedad Secreta de Supervillanos. Doctor Luz, hambriento de venganza y poder, acepta de buena gana.
Como miembro de la Sociedad, ayuda a Merlyn y Deathstroke a derrotar a Green Arrow en Star City. El Doctor Luz luego ataca y absorbe una gran cantidad de poder de Kimiyo Hoshi. Más tarde participa en la Batalla de Metrópolis en Crisis infinita # 7, donde es derrotado por los esfuerzos combinados de Ray, Canario Negro, Detective Marciano y Kimiyo.
En Justice League of America Wedding Special, Light es miembro de la Liga de la Injusticia Ilimitada. Durante una batalla con la Liga de la Justicia, su compañera de la liga, Cheetah, lo traiciona y lo corta en la espalda debido a su odio hacia los violadores. Toda la Liga de la Injusticia es capturada y deportada a un mundo extraño por el Escuadrón Suicida; El Doctor Luz es, en consecuencia, uno de los villanos que aparecen en Salvation Run.
Después de regresar a la Tierra, en DC Universe # 0, Doctor Luz es miembro de la Sociedad Secreta de Supervillanos de Libra. En Crisis final, 'el y Amo de los Espejos son enviados por Libra para recuperar la silla de Metron. Empress, Sparx y Más y Menos los desafían brevemente, pero los derrotan combinando los rayos de Light con los espejos de Amo de los Espejos. Light ayuda a Flama Humana y Libra en el asesinato del Detective Marciano.
En Final Crisis: Revelations # 1, El Espectro pronuncia el juicio final sobre el Doctor Luz (quien es descubierto en medio de una orgía de violación de superhéroes simulada con varias mujeres vestidas como Jóvenes Titanes), y lo quema hasta la muerte convirtiéndolo en una vela. usando su cabeza como mecha. El grupo Milestone Comics conocido como Shadow Cabinet intenta robar los restos de Light, todavía en forma de vela. En realidad, Superman e Ícono prepararon este escenario para familiarizar al Gabinete Sombra con la JLA. La vela, sin embargo, es utilizada por Hardware para restaurar a Kimiyo Hoshi los poderes restantes que Arthur le robó.
Doctor Luz está sepultado debajo del Salón de la Justicia. Su cadáver es revivido como un Black Lantern. Devora los restos del cadáver de Gehena y ataca a Kimiyo Hoshi. Arthur emplea la psicología para hacer que Kimiyo dude de sí misma. Justo cuando está al borde de la victoria, amenaza a los hijos de Kimiyo, enfureciéndola hasta el punto en que produce una luz que incinera a Arthur y su anillo.

### The New 52
En The New 52 (un reinicio de 2011 del Universo DC Comics), Arthur Light es un científico que trabaja con A.R.G.U.S. y la Liga de la Justicia de América. Mientras estudia un comunicador utilizado por la Sociedad Secreta de Supervillanos, recibe una "llamada desagradable" y es envuelto en una explosión de luz que deja su cuerpo brillando en el suelo. La directora Amanda Waller lo encuentra transformado.
Durante la historia de "Trinity War", el Doctor Luz es un miembro reacio de la nueva Liga de la Justicia de América, y expresa disgusto por haber hecho daño a Ronnie Raymond y Jason Rusch. Durante su primera misión con el equipo, aparentemente es asesinado por Superman. El Phantom Stranger lleva a Batman, Katana y Deadman al más allá para localizar al Doctor Luz. Sin embargo, no recuerda nada de su muerte. El Phantom Stranger le dice al Doctor Luz que intentará liberarlo de la otra vida, para que pueda estar con su familia. El Doctor Luz le da un pedazo de su alma al Phantom Stranger con la esperanza de poder dárselo a su familia como regalo final si no sale. Más tarde se revela que Atómica, que es del universo alternativo de Tierra-3, es responsable de la muerte del Doctor Luz.
El cuerpo del Doctor Luz libera energía que destruye la sede de A.R.G.U.S. en Washington D. C. y expone a los Agentes de A.R.G.U.S.. A Etta Candy se le acerca una manifestación energética del Dr. Luz. El Doctor Luz aparece en Los Ángeles y es encontrado por Crimson Men. Los Crimson Men llevan al Dr. Luz a su ubicación secreta y prometen volverlo humano a cambio de información sobre Steve Trevor. El Dr. Luz se dirige a la ubicación de Steve Trevor y afirma que debe matarlo para que pueda vivir. Killer Frost se enfrenta al Doctor Luz. El Doctor Luz la arroja al bloque de hielo de Steve, liberándolo. Mientras que Killer Frost retiene a Luz, Steve se acerca sigilosamente detrás de él y lo envuelve con el Lazo de la Verdad. Obligado por su poder, el Doctor Luz explica que murió y se despertó confundido. Le dijeron qué hacer y dónde estaría Steve. Los Crimson Men le habían dicho la verdad de que Arthur Light estaba muerto. Horrorizado por su propia autorrealización, el Doctor Luz desaparece en una explosión de energía luminosa.
Doctor Luz más tarde resurge, ahora luciendo su apariencia clásica. Afirma que su cuerpo humano todavía está muerto y que ahora simplemente existe como una construcción de energía luminosa viviente. También se da a entender que solía ser un villano antes de su breve período como miembro de la Liga de la Justicia, lo que indica que su historia de fondo ha sido reconsiderada hasta cierto punto. Habiendo sido separado de su esposa e hijas, Arthur ha huido al país de Chetland, donde le dan asilo a cambio de sus servicios. Después de una conversación con Deathstroke, Arthur contempla la posibilidad de volver a una vida de villanía.

## Poderes y habilidades
Doctor Luz puede controlar la luz para una variedad de propósitos. Puede desviar la luz a su alrededor para volverse invisible, generar explosiones de energía, crear campos de fuerza y volar. Al rechazar mentalmente los fotones, la luz puede crear áreas de completa oscuridad. Teen Titans # 23 insinuó que Light podría "encenderse" drenando la luz ambiental en el área.
Los límites de sus poderes no están claros, pero parece ser capaz de arrebatar el control de cualquier cosa que emita luz. Tales cosas han incluido construcciones de Green Lantern, la visión de calor de Superboy y el rayo mágico del lazo de Wonder Girl. También es capaz de quitar la luz "interna" de los personajes de luz, la heroíca Doctora Luz y el Ray, dejándolos temporalmente impotentes. También tiene la capacidad de crear imágenes holográficas. A pesar de sus frecuentes derrotas, es bastante poderoso.
Originalmente, el Doctor Luz deriva sus poderes de su traje, pero con el tiempo internaliza esta habilidad y puede usar sus poderes sin tener que usar su traje.
Arthur Light es mentalmente brillante, un genio en el campo de la física. Sin embargo, su limpieza mental por parte de la Liga de la Justicia reduce sustancialmente su inteligencia, junto con sus habilidades para el uso creativo de sus poderes. La recuperación de Light de sus recuerdos parece haber traído su intelecto con ellos y también su parafilia. Como resultado, se convierte en un oponente mucho más letal.

## Otras versiones

### All-American Comics
Un personaje llamado Doctor Luz aparece en All-American # 82 (febrero de 1947). Esta versión es enemigo del Doctor Medianoche.

### JLA / Vengadores
En JLA / Avengers, Doctor Luz se encuentra entre los villanos controlados por la mente que atacan a los héroes mientras asaltan la Fortaleza de Krona en el número 4. Se le muestra disparando a Doorman.

### Cómics del universo animado de DC
Doctor Luz aparece en Adventures in the DC Universe # 1, Justice League Adventures # 6, # 13 y DC Comics Presents: Wonder Woman Adventures # 1.

### Tiny Titans
Doctor Luz aparece en Tiny Titans. Esta versión fue la maestra de ciencias de la escuela primaria Sidekick City.

### Tangent Comics
En 1997 Tangent Comics (Tierra-9) One Shot Metal Men, Doctor Luz presta su nombre a la marca de cigarrillos que fuma el presidente Sam Schwartz: "Doctor Lite".

### DC: la nueva frontera
Doctor Luz tiene un cameo en DC: The New Frontier (Tierra-21). Se le ve durante el famoso discurso de John F. Kennedy.

### Nightwing: El nuevo orden
Doctor Luz era un sobrehumano que vivía en Gotham City en el año 2040 cuando se prohibió tener superpoderes activos. Después de haber estado presuntamente fuera de su medicina para amortiguar el poder durante demasiado tiempo, Light fue perseguido por los Crusaders de Dick Grayson y es arrestado.

## En otros medios

### Televisión

#### Acción en vivo
- Doctor Luz apareció en el episodio de Lois & Clark: The New Adventures of Superman, "Los ojos lo tienen", interpretado por David Bowe. Era un científico llamado Doctor Arthur Leit que había robado un rayo de luz ultravioleta del Doctor Neal Faraday que cegó a Superman.
- En el episodio de la segunda temporada de Arrow, "The Man Under the Hood", Caitlin Snow menciona a Arthur Light cuando ella y Cisco Ramon encuentran un arma basada en la luz diseñada por él y la usan para detener a Deathstroke, explicando que Light es un antiguo empleado de S.T.A.R. Labs, despedido dos años antes "porque era un psicópata".
- Michael Mosley interpreta a Arthur Light en Titanes de DC Universe, haciendo su debut en la segunda temporada.[31] Fue físico en el Instituto de Tecnología de California, donde obtuvo un doctorado. Poco después, obtuvo poderes metahumanos después de un experimento fallido que involucraba la manipulación de la luz, matando más tarde a su viejo amigo Jacob Finlay.[32] Se convirtió en un criminal y finalmente fue encarcelado por los Titanes en la Prisión Estatal de San Quentin. En el episodio "Rose", Deathstroke lo envía para atacar a los Titanes uno por uno después de escapar de la prisión. En el episodio "Ghosts", Deathstroke le dice al Doctor Luz de su plan para atraer a los héroes separando a los miembros más débiles del grupo. Jason Todd derrota al Doctor Luz cuando Deathstroke lo embosca. En el episodio "Deathstroke", Doctor Luz y Deathstroke secuestran a Jason Todd, y Todd intenta escapar derrotando a Light con bastante facilidad, pero finalmente es atrapado nuevamente por Deathstroke. Más tarde, cuando Light cree que el plan para matar a los Titanes sale mal, se va para hacerlo él mismo y es asesinado por Deathstroke. Más tarde es encontrado por Dick Grayson, Donna Troy, Hank Hall y Dawn Granger en las alcantarillas donde Jason fue llevado, junto con el rastreador de Jason. En el episodio "Aqualad", un flashback muestra a la alineación original de los Titanes deteniendo a Doctor Luz.

#### Animación
- Doctor Luz es un villano bastante menor en la serie animada Teen Titans, con la voz de Rodger Bumpass. Su personaje se basa principalmente en la versión menos competente de los cómics, aunque demuestra ser un oponente formidable. Por lo general, se le presenta más como una molestia que como una amenaza real, aunque tiene sus momentos, y sus frecuentes apariciones breves y sus fáciles derrotas son una especie de broma corriente. Doctor Luz aparece por primera vez en el episodio de la primera temporada "Nevermore", donde demuestra ser un oponente bastante peligroso. Lleva un traje sencillo y ajustado que puede disparar ráfagas de energía y crear escudos. Aunque logra derrotar a cuatro de los cinco Titanes, enfurece a Raven mientras la ataca. En su rabia, pierde el control de sus poderes y lo arrastra a la oscuridad dentro de su capa. Este ataque lo deja gravemente traumatizado y le hace temer a Raven. Su segunda aparición importante es en "Birthmark". Su traje es más grande y más poderoso, agregando un ligero látigo a su arsenal; aparece en una plataforma petrolera de la que planea robar la energía, pero los Jóvenes Titanes lo detuvieron y señalaron que podían verlo en la plataforma desde la sala de estar de su torre. Su miedo a Raven evitó una batalla prolongada, con él pidiendo que lo llevaran a prisión en lugar de tener que luchar contra ella nuevamente. En la quinta temporada, Doctor Luz es uno de los pocos villanos que no se une a la Hermandad del Mal. En "Kole", intenta aprovechar el poder de la Aurora Boreal con un cristal especial, solo para fallar cuando los Titanes intervienen y lo destruyen. Tanto él como los Titanes caen a través del hielo a una tierra prehistórica subterránea. Allí, secuestra a Kole para reemplazar su cristal roto, lo que lo hace prácticamente imparable. Gnarrk libera a Kole de la máquina, lo que le permite derrotar al Doctor Luz al enfocar los rayos estelares de Starfire en un poderoso láser. En "Titans Together", intenta robar un banco mientras los héroes y villanos estaban ocupados. Los treinta Titanes, habiendo despachado a la Hermandad, se preparan para acabar con él, a lo que Raven comenta que "esta vez va a enloquecer totalmente".
- Doctor Luz aparece en Teen Titans Go!, con la voz de Scott Menville en "Colors of Raven" y repetido por Rodger Bumpass en "Caged Tiger". En "Staff Meeting", Robin intenta luchar contra el Doctor Luz con su bastón doblado (que fue doblado por los otros Teen Titans). El papel más importante de Doctor Luz en la serie es en el episodio "Caged Tiger" donde Raven y Starfire vienen a luchar contra él mientras Robin, Cyborg y Beast Boy están atrapados en un ascensor. El Doctor Luz insiste en que esperen a que lleguen los otros Titanes, ya que él había construido específicamente una máquina para destruir a todos los Titanes a la vez. Mientras los chicos intentan salir del ascensor, Raven y Starfire disfrutan de su tiempo con el Doctor Luz mientras les cuenta cómo consiguió el apodo de "Doctor Luz" y cómo su verdadero nombre es Arthur. Finalmente, decide dejar de ser un supervillano y unirse a los Jóvenes Titanes, pero Robin, Cyborg y Beast Boy llegan a la escena y lo golpean, para gran desaprobación de Starfire y Raven. En "I See You", se demostró que el Doctor Luz estaba construyendo candelabros que en realidad son armas láser. La trama del Doctor Luz fue derrotada por Robin y Starfire durante su vigilancia.

### Película
- Doctor Luz tiene un cameo en la película animada Justice League: The New Frontier. Se le ve durante el famoso discurso de John F. Kennedy.
- Doctor Luz hace un breve cameo en la escena inicial de Superman vs. The Elite. Un informe de noticias dice que se había embarcado en una ola de asesinatos después de escapar de la prisión en la que estaba detenido, lo que indignó a varios ciudadanos.
- Doctor Luz hace un cameo silencioso en la película teatral de Teen Titans Go!, Teen Titans Go! to the Movies. En la película, como muchos villanos, incluido Control Fenómeno, Doctor Luz aparece atado a una señal de luz que forma el nombre de Robin en el cielo durante el número musical de Robin "My Superhero Movie".

### Videojuegos
- Doctor Luz es un personaje desbloqueable en el modo "Master of Games" en el juego de consola de Teen Titans.
- Doctor Luz es un personaje no jugador del videojuego DC Universe Online, como parte del contenido descargable de 2013 "Sons of Trigon".
- Doctor Luz aparece como un personaje jugable en Lego DC Super-Villains, con Rodger Bumpass repitiendo su papel de voz.

### Varios
Doctor Luz apareció en el cómic relacionado con Teen Titans Go! en el número 30, en el que trató de robar la batería de Cyborg para alimentar su nuevo traje de luz. También apareció en el número 43, formando Fearsome Five con Psimon, reclutando a Gizmo, Mammoth y Jinx (de encubierto para los Titanes). En el ataque a la Torre de los Titanes, finalmente se rinde cuando Raven lo asusta, yendo a los brazos de Robin rogándole que haga que "la chica aterradora se vaya".